# Campeonato Mundial de Natação em Piscina Curta de 2014 - 4x50 m medley masculino
A prova dos 4x50 metros medley masculino do Campeonato Mundial de Natação em Piscina Curta de 2014 foi disputado em 4 de dezembro no Centro Aquático Aspire Sports Complex em Doha.

## Recordes
Antes desta competição, os recordes mundiais e do campeonato nesta prova eram os seguintes:
|    | Nacionalidade | Tempo   | Local   | Data                   |
| -- | ------------- | ------- | ------- | ---------------------- |
| WR | Itália        | 1:33.65 | Herning | 12 de dezembro de 2013 |

Os seguintes recordes foram estabelecidos durante a competição: 
| Data          | Prova         | Nacionalidade | Tempo   | Recorde |
| ------------- | ------------- | ------------- | ------- | ------- |
| 4 de dezembro | Eliminatórias | Rússia        | 1:32.78 | WR      |
| 4 de dezembro | Final         | Brasil        | 1:30.51 | WR      |

## Medalhistas
| Ouro                                                                           | Prata                                                                                  | Bronze                                                                      |
| Brasil · Guilherme Guido · Felipe França Silva · Nicholas Santos · César Cielo | França · Benjamin Stasiulis · Giacomo Perez-Dortona · Mehdy Metella · Florent Manaudou | Estados Unidos · Eugene Godsoe · Cody Miller · Tom Shields · Josh Schneider |

## Resultados

### Eliminatórias
As eliminatórias ocorreram dia 4 de dezembro. 
| Colocação | Bateria | Raia | Nacionalidade    | Nome                                                                                                  | Tempo   | Notas |
| --------- | ------- | ---- | ---------------- | --- | ------- | ----- |
| 1         | 2       | 8    | Rússia           | Stanislav Donetc (23.73) Sergei Geibel (25.96) Aleksandr Popkov (22.47) Evgeny Sedov (20.62)          | 1:32.78 | Q, WR |
| 2         | 2       | 7    | França           | Benjamin Stasiulis (23.49) Giacomo Perez-Dortona (25.92) Mehdy Metella (22.45) Clément Mignon (21.24) | 1:33.10 | Q     |
| 3         | 2       | 3    | Estados Unidos   | Matt Grevers (23.37) Brad Craig (26.46) Tom Shields (22.29) Josh Schneider (21.13)                    | 1:33.25 | Q     |
| 4         | 2       | 1    | Brasil           | Henrique Martins (23.90) João Luiz Gomes Júnior (26.29) Nicholas Santos (22.36) João de Lucca (20.93) | 1:33.48 | Q     |
| 5         | 2       | 4    | Reino Unido      | Chris Walker-Hebborn (23.67) Adam Peaty (25.83) Adam Barrett (22.91) Ben Proud (21.46)                | 1:33.87 | Q     |
| 6         | 1       | 6    | África do Sul    | Charl Crous (24.43) Cameron van der Burgh (26.20) Chad le Clos (22.12) Luke Pendock (21.56)           | 1:34.31 | Q     |
| 7         | 2       | 6    | Itália           | Niccolo Bonacchi (23.74) Andrea Toniato (26.45) Marco Belotti (22.78) Luca Leonardi (21.46)           | 1:34.43 | Q     |
| 8         | 1       | 1    | Lituânia         | Danas Rapšys (24.19) Giedrius Titenis (26.11) Tadas Duškinas (22.72) Mindaugas Sadauskas (21.79)      | 1:34.81 | Q     |
| 9         | 2       | 5    | Japão            | Yuki Shirai (23.90) Yasuhiro Koseki (26.38) Katsumi Nakamura (23.04) Reo Sakata (21.67)               | 1:34.99 | AS    |
| 10        | 2       | 2    | Croácia          | Sasa Gerbec (25.13) Kristijan Tomic (26.31) Mario Todorović (22.87) Ivan Levaj (21.27)                | 1:35.58 |       |
| 11        | 2       | 9    | Paraguai         | Charles Hockin (25.16) Renato Prono (27.04) Max Abreu (23.65) Ben Hockin (21.88)                      | 1:37.73 |       |
| 12        | 1       | 4    | Filipinas        | Fahad Alkhaldi (27.32) Joshua Hall (27.75) Dhill Lee (23.90) Axel Ngui (23.67)                        | 1:42.64 |       |
| 13        | 1       | 7    | Macau            | Yum Cheng Man (27.88) Chao Man Hou (27.71) Sio Ka Kun (25.49) Wong Pok Lao (24.22)                    | 1:45.30 |       |
| 14        | 1       | 8    | Líbano           | Maroun Waked (27.57) Charlie Salame (29.84) Adam Ismail Allouche (25.18) Mahmoud Daaboul (24.96)      | 1:47.55 |       |
| 15        | 2       | 0    | Papua-Nova Guiné | Nathan Nades (28.63) Livingston Aika (33.54) Ryan Pini (22.94) Stanford Kawale (24.09)                | 1:49.20 |       |
| 16        | 1       | 5    | Gibraltar        | Jordan Gonzalez (28.50) John Paul Llanelo (30.72) Jim Sanderson (26.06) Colin Bensadon (24.78)        | 1:50.06 |       |
| 17        | 1       | 0    | Albânia          | Aleksander Ngresi (32.28) Deni Baholli (31.75) Franci Aleksi (27.48) Klavio Meça (25.35)              | 1:56.86 |       |
| —         | 1       | 2    | Argélia          | | DNS     |       |
| —         | 1       | 3    | China            | | DNS     |       |

### Final
A final teve sua disputa realizada em 4 de dezembro. 
| Colocação         | Raia | Nacionalidade  | Nome | Tempo   | Notas |
| ----------------- | ---- | -------------- | --- | ------- | ----- |
| Medalha de ouro   | 6    | Brasil         | Guilherme Guido (23.42) Felipe França (25.33) Nicholas Santos (21.68) César Cielo (20.08)               | 1:30.51 | WR    |
| Medalha de prata  | 5    | França         | Benjamin Stasiulis (23.41) Giacomo Perez-Dortona (25.74) Mehdy Metella (22.06) Florent Manaudou (20.04) | 1:31.25 | ER    |
| Medalha de bronze | 3    | Estados Unidos | Eugene Godsoe (23.11) Cody Miller (26.04) Tom Shields (21.99) Josh Schneider (20.69)                    | 1:31.83 |       |
| 4                 | 4    | Rússia         | Sergey Fesikov (23.45) Kirill Prigoda (25.96) Aleksandr Popkov (22.31) Vladimir Morozov (20.43)         | 1:32.15 |       |
| 5                 | 2    | Reino Unido    | Chris Walker-Hebborn (23.31) Adam Peaty (25.71) Adam Barrett (22.23) Ben Proud (21.05)                  | 1:32.30 |       |
| 6                 | 1    | Itália         | Niccolo Bonacchi (23.39) Fabio Scozzoli (25.80) Matteo Rivolta (23.02) Marco Orsi (20.47)               | 1:32.68 |       |
| 7                 | 8    | Lituânia       | Danas Rapšys (24.05) Giedrius Titenis (26.12) Tadas Duškinas (22.65) Mindaugas Sadauskas (21.53)        | 1:34.35 | NR    |
| 8                 | 7    | África do Sul  | Ricky Ellis (24.18) Giulio Zorzi (26.50) Clayton Jimmie (22.92) Luke Pendock (21.45)                    | 1:35.05 |       |

Legenda
| Recorde mundial       | Recorde mundial (World record)               |                       | Recorde africano                      | Recorde africano (African) |                                           | Q | Classificado por posição (Qualified) |
| Recorde do campeonato | Recorde do campeonato (Championship record)  | Recorde da América    | Recorde da América (Americas)         | q                          | Classificado por melhor tempo (Qualified) |   |                                      |
| Melhor marca do ano   | Melhor marca do ano (World leading)          | Recorde asiático      | Recorde asiático (Asian)              | DNS                        | Não largou (Did not start)                |   |                                      |
| Recorde nacional      | Recorde nacional (National record)           | Recorde europeu       | Recorde europeu (European)            | DNF                        | Não terminou (Did not finish)             |   |                                      |
| Recorde pessoal       | Recorde pessoal do atleta (Personal best)    | Recorde da Oceania    | Recorde da Oceania (Oceania)          | DSQ / DQ                   | Desclassificado (Disqualified)            |   |                                      |
| Recorde da temporada  | Recorde da temporada do atleta (Season best) | Recorde sul-americano | Recorde sul-americano (South America) | NM                         | Sem marca (No mark)                       |   |                                      |